# نسبة فراغات
في دراسة المساحيق وعلوم التربة تعرف نسبة الفراغات بأنها نسبة حجم الفراغات إلى حجم الجزيئات الصلبة في وسط مسامي. وهي كمية لا بعدية في علم المواد، وترتبط ارتباطاً وثيقاً بالمسامية كما يلي:
{\displaystyle e={\frac {V_{V}}{V_{S}}}={\frac {V_{V}}{V_{T}-V_{V}}}={\frac {\phi }{1-\phi }}}
وأيضا
{\displaystyle \phi ={\frac {V_{V}}{V_{T}}}={\frac {V_{V}}{V_{S}+V_{V}}}={\frac {e}{1+e}}}
حيث تمثل 𝑒 نسبة الفراغات، و𝜙 هي المسامية، Vv هو حجم الفراغ (مثل السوائل)، Vs هو حجم المواد الصلبة، و VT هو الحجم الإجمالي أو الكلي.

## تطبيقات هندسية
- لو زادت نسبة الفراغات، أي انسابت التربة، لانكمشت الجزيئات المتجاورة عند فرض حمل. وبالمقابل، إن قلت نسبة الفراغات، أي تماسكت التربة وتكاثفت، لازداد حجم التربة عند فرض حمل، نظرا لتوسع الجزيئات.
- بتعديل نسبة الفراغات، يمكن التحكم بموصلية التربة للموائع، حيث أن التربة الأكثف أكثر مقاومة لمرور الموائع خلالها.
- بتعديل نسبة الفراغات، يمكن التحكم بحركة الجزيئات. في التربة المنسابة، تتحرك الجزيئات بسهولة، وبالمقابل تعجز الجزيئات الدقيقة في التربة المتماسكة عن المرور خلال الفراغات الضيقة، مما يسبب التكتل والانسداد.